# یوجین روشه
یوجین روشه (انگلیسی: Eugene Roche; ۲۲ سپتامبر ۱۹۲۸ – ۲۸ ژوئیهٔ ۲۰۰۴) بازیگر، بازیگر تئاتر، و بازیگر تلویزیون اهل ایالات متحده آمریکا بود. وی بین سال‌های ۱۹۵۳ تا ۲۰۰۴ میلادی فعالیت می‌کرد.
از فیلم‌ها یا برنامه‌های تلویزیونی که وی در آن نقش داشته‌است می‌توان به وقتی که مردی زنی را دوست دارد، کوروت تابستان و حقه‌بازی اشاره کرد.